# بازگشت به آینده (فیلم ۱۳۹۰)
بازگشت به آینده فیلمی به کارگردانی علی عبدالعلی زاده و نویسندگی علی عبدالعلی زاده، فاطمه پاسبان ساختهٔ سال ۱۳۹۰ است.

## بازیگران
- فتحعلی اویسی
- رضا شفیعی‌جم
- بهنوش بختیاری
- یوسف صیادی
- علیرضا عبدالعلی‌زاده
- عباس محبوب
- افسانه ناصری
- کامران فیوضات
- ساعد هدایتی